# Jesús Méndez
Jesús Méndez (* 1. August 1984 in San Rafael) (bürgerlich Jesús David José Méndez) ist ein ehemaliger argentinischer Fußballspieler.

## Karriere
Jesús Méndez startete seine Fußballerkarriere in der Nachwuchsabteilung des argentinischen Topclubs River Plate in der Landeshauptstadt Buenos Aires. Nachdem er im Jahr 2004 als 19-Jähriger in der ersten Mannschaft debütiert hatte, wurde er für ein Jahr an Olimpo de Bahía Blanca verliehen, wo er mit der Mannschaft aus der argentinischen Primera División abstieg. Zur Saison 2006/07 hätte er zum Schweizer Erstligisten FC St. Gallen wechseln sollen; er trainierte sogar für einige Wochen mit dem Team. Dann wurde Méndez völlig überraschend trotz mündlicher und schriftlicher Zusage für einen Leihtransfer von River Plate zurückbeordert, da ihn der neu engagierte Trainer Daniel Passarella unbedingt in seinem Kader halten wollte. Der FC St. Gallen verzichtete seinerseits auf ein Einschalten der FIFA, weil dieser Schritt nur zur Folge gehabt hätte, dass der Spieler gesperrt worden wäre.
Bei River Plate konnte sich Jesús Méndez in den Monaten danach nicht wunschgemäß durchsetzen und verbrachte die größte Zeit auf der Ersatzbank. Deshalb wurde ein Wechsel zum FC St. Gallen im Januar 2007 erneut zu einem heißen Thema. Der Verein kommunizierte die definitive Verpflichtung des Mittelfeldspielers am 28. Januar des noch jungen Jahres. Méndez wurde mit einem Vertrag bis 30. Juni 2010 ausgestattet und dürfte für eine Ablösesumme von 700.000 Euro zu den Ostschweizern gewechselt haben. Zu diesem Zeitpunkt war dies die höchste bezahlte Ablösesumme des FC St. Gallen. Der damalige Sportchef René Weiler zeigte sich erleichtert, dass der Transfer im zweiten Versuch doch noch gelingen konnte: „Unsere lange Ausdauer hat sich bezahlt gemacht“, so dessen Aussage.
Für den Rückrundenstart der Saison 2006/07 galt Méndez als großer Hoffnungsträger schlechthin und steuerte gleich bei seinem ersten Teileinsatz in Schaffhausen die siegbringende Torvorlage bei. Es blieb seine einzige. In den folgenden Wochen und Monaten tat sich Méndez sowohl auf und als auch neben dem Rasen äußerst schwer. Der junge Argentinier, der sein technisches Können nur sehr selten aufblitzen lassen konnte, bekundete große Mühe mit dem neuen Umfeld, der Sprache und der Erwartungshaltung der Zuschauer. Zu einer Entlastung Méndez' trug auch Sportchef Weiler wenig bei. Dieser hatte ihn bei seiner Verpflichtung als Spielmacher angekündigt, obwohl er bei seinen vorhergehenden Stationen vorwiegend – die klassische Nummer 6 spielend – als defensiver Mittelfeldakteur zum Einsatz gekommen war.
Die enttäuschenden Leistungen führten dazu, dass der unglückliche Méndez auch in St. Gallen mit der Rolle des Jokers vorliebnehmen musste und nur verhältnismäßig wenige Einsatzminuten erhielt. Zwischenzeitlich wurde er gar in die U-21, die zweite Mannschaft des FC St. Gallen, verschoben. Im Januar 2008 wurde schließlich zur Tatsache, was sich abgezeichnet hatte: Jesús Méndez kehrte nach lediglich 29 Einsätzen (kein Torerfolg) im Trikot der "Espen" leihweise nach Argentinien, zu Rosario Central, zurück.
Im Sommer 2008 wurde Méndez – obwohl vom FC St. Gallen nie offiziell kommuniziert – definitiv von Rosario Central übernommen. Über die Einzelheiten dieses Deals ist nur sehr wenig bekannt. 
Nachdem er fast zwei Jahre bei Rosario Central verbracht hatte, verpflichtete ihn im Januar 2010 der Traditionsverein Boca Juniors.